# Warren County (Kentucky)
Warren County is een county in de Amerikaanse staat Kentucky.
De county heeft een landoppervlakte van 1.412 km² en telt 92.522 inwoners (volkstelling 2000). De hoofdplaats is Bowling Green.